# 坪根健太郎
坪根 健太郎（つぼね けんたろう）は、日本の編集技師。REAL-Tに所属している。
主にJ.C.STAFFやA-1 Pictures、SILVER LINK.作品を手がけることが多い。

## 作品
特記のない作品は編集として参加。

### テレビアニメ
2005年
- 灼眼のシャナ（編集助手）

2007年
- スケッチブック〜full color`s〜
- ナイトウィザード The ANIMATION
- ぽてまよ
- 灼眼のシャナII（編集助手）

2008年
- ARIA The ORIGINATION
- かんなぎ
- うちの三姉妹（西山茂、後藤正浩、水津太盛と共同）

2009年
- 戦場のヴァルキュリア
- ハヤテのごとく!!
- キディ・ガーランド

2010年
- WORKING!!
- 咎狗の血
- とある魔術の禁書目録II（編集助手）

2011年
- フラクタル
- アスタロッテのおもちゃ!
- WORKING'!!
- 灼眼のシャナF（編集助手）

2012年
- モーレツ宇宙海賊
- ブラック★ロックシューター
- 黄昏乙女×アムネジア
- AKB0048
- 超速変形ジャイロゼッター
- 新世界より

2013年
- 俺の彼女と幼なじみが修羅場すぎる
- Fate/kaleid liner プリズマ☆イリヤ
- 私がモテないのはどう考えてもお前らが悪い!
- のんのんびより
- サーバント×サービス
- ストライク・ザ・ブラッド

2014年
- のうりん
- 最近、妹のようすがちょっとおかしいんだが。
- 龍ヶ嬢七々々の埋蔵金
- LOVE STAGE!!
- M3〜ソノ黒キ鋼〜
- Fate/kaleid liner プリズマ☆イリヤ ツヴァイ!
- 六畳間の侵略者!?
- 繰繰れ! コックリさん

2015年
- ダンジョンに出会いを求めるのは間違っているだろうか
- ケイオスドラゴン 赤竜戦役
- のんのんびより りぴーと
- わかば*ガール
- WORKING!!!
- 俺がお嬢様学校に「庶民サンプル」としてゲッツされた件
- 対魔導学園35試験小隊
- ゆるゆり さん☆ハイ!

2016年
- あんハピ♪
- 田中くんはいつもけだるげ
- マクロスΔ
- アンジュ・ヴィエルジュ
- Fate/kaleid liner プリズマ☆イリヤ ドライ!!
- 刀剣乱舞-花丸-

2017年
- にゃんこデイズ
- ソード・オラトリア ダンジョンに出会いを求めるのは間違っているだろうか外伝
- エロマンガ先生
- リトルウィッチアカデミア
- バトルガール ハイスクール
- 妹さえいればいい。

2018年
- 続 刀剣乱舞-花丸-
- ヲタクに恋は難しい
- こみっくがーるず
- すのはら荘の管理人さん
- ハイスコアガール
- ゆらぎ荘の幽奈さん
- となりの吸血鬼さん

2019年
- サークレット・プリンセス
- 私に天使が舞い降りた!
- 俺を好きなのはお前だけかよ

2020年
- 恋する小惑星
- BNA ビー・エヌ・エー
- Lapis Re:LiGHTs

2021年
- ひげを剃る。そして女子高生を拾う。
- 幼なじみが絶対に負けないラブコメ
- 死神坊ちゃんと黒メイド
- 迷宮ブラックカンパニー

2022年
- 処刑少女の生きる道
- 陰の実力者になりたくて!

2024年
- ダンジョンに出会いを求めるのは間違っているだろうかV

2025年
- ざつ旅-That's Journey-

### 劇場アニメ
2013年
- リトルウィッチアカデミア

2014年
- モーレツ宇宙海賊 ABYSS OF HYPERSPACE -亜空の深淵-

2015年
- Wake Up, Girls! 青春の影
- リトルウィッチアカデミア 魔法仕掛けのパレード
- Wake Up, Girls! Beyond the Bottom

2016年
- ガラスの花と壊す世界

2018年
- 劇場版 のんのんびより ばけーしょん

2020年
- デジモンアドベンチャー LAST EVOLUTION 絆

### OVA
- 撲殺天使ドクロちゃん2（2007年）
- 遙かなる時空の中で3 終わりなき運命（2010年）
- ブラック★ロックシューター（2010年）
- 戦場のヴァルキュリア3 誰がための銃瘡（2011年）
- わんおふ -one off-（2012年）
- サンタ・カンパニー（2014年）
- ゆるゆり なちゅやちゅみ!（2014年）
- ストライク・ザ・ブラッド（2015年）

### Webアニメ
- 今日のあすかショー（2012年）
- 宮河家の空腹（2013年）
- Bonjour♪恋味パティスリー（2014年）
- パワフルプロ野球 パワフル高校編（時期未定）